# Daniel Høegh
Daniel Mathias Høegh, född 6 januari 1991, är en dansk fotbollsspelare som spelar för FC Midtjylland.

## Karriär
Den 14 juni 2017 värvades Høegh av nederländska SC Heerenveen. Den 5 oktober 2020 värvades han av danska FC Midtjylland.